# Afinal, o Que Querem as Mulheres?
Afinal, o Que Querem as Mulheres? é uma minissérie brasileira produzida e exibida pela TV Globo de 11 de novembro de 2010 a 16 de dezembro de 2010, em 6 capítulos.
Inspirada na notória pergunta de Sigmund Freud ("Afinal, o que querem as mulheres?") foi criada e dirigida por Luiz Fernando Carvalho. O roteiro foi escrito por João Paulo Cuenca com a coautoria de Cecília Giannetti e Michel Melamed.
Contou com Michel Melamed, Paolla Oliveira, Letícia Spiller e Osmar Prado nos papéis principais.

## Enredo
André Newman é casado com Livia e começa a escrever uma tese de doutorado de psicologia a partir da pergunta freudiana (a mesma que dá título à série),  com a ajuda do Dr. Klein, seu orientador. Conforme as pesquisas progridem, entra em um estado obsessivo e tem surtos nos quais imagina que Dr. Klein é o próprio Sigmund Freud. Sua tese vira um best-seller e tem os direitos adquiridos para virar seriado de TV, estrelado por Rodrigo Santoro. Acaba se separando de sua companheira, enquanto se aproxima de sua mãe, Celeste, e de seus amigos, Zing, Laura, Miguel e Ana. Depois de um tempo, Dr. Klein anuncia sua aposentadoria e oferece o consultório ao discípulo. A russa Tatiana é uma de suas primeiras pacientes e sofre de amnésia por trauma por ter sido abandonada pelo ator Rodrigo Santoro, que a deixou para fazer um filme em Los Angeles. Numa noite sozinho, o psicanalista conhece Sophia, com quem tem uma filha. Alguns anos depois, o casamento acaba, mas André reaprende a amar o feminino através dos olhos e da alegria singela de sua filha. 

## Elenco
| Intérprete            | Personagem                 |
| --------------------- | -------------------------- |
| Michel Melamed        | André Newmann              |
| Paola Oliveira        | Lívia Monteiro             |
| Letícia Spiller       | Sophia                     |
| Osmar Prado           | Dr. Klein / Amâncio Flores |
| Rodrigo Pandolfo      | Zing                       |
| Antonio Karnewale     | Miguel                     |
| Fernanda Félix        | Ana                        |
| Alessandra Colassanti | Laura                      |
| Flávio Pardal         | Elias                      |

### Participações especiais
| Intérprete               | Personagem                  |
| ------------------------ | --------------------------- |
| Vera Fischer             | Celeste Monteiro            |
| Ana Kariny Gurgel        | Garçonete loira             |
| Anna Cristina Campagnoli | Dra. Luciana, Advogada      |
| Bruna Linzmeyer          | Tatiana Dovichenko          |
| Bruna Spinola            | Vendedora sex shop          |
| Carlos Manga             | Don Carlo                   |
| Dan Stulbach             | Jonas                       |
| Daniel Gaggini           | Travesti                    |
| Eliane Giardini          | Noemi                       |
| Elizabeth Perfoll        | Gisele                      |
| Giselle Motta            | Sacerdotisa                 |
| Halyne Oliveira          | Gueixa peixinho             |
| Gleyce Januario          | Mithies                     |
| Lavínia Vlasak           | Atriz                       |
| Letícia Isnard           | Simone                      |
| Letícia Sabatella        | Flanneur                    |
| Luciana Pacheco          | Garçonete ruiva             |
| Maria Fernanda Cândido   | Monique                     |
| Millene Ramalho          | Marcela                     |
| Rodrigo Santoro          | Ele mesmo (versão fictícia) |
| Selma Lopes              | Tia Beatriz                 |
| Serginho Groisman        | ele mesmo                   |
| Shirley Cruz             | Garçonete negra             |
| Suzana Kruger            | Helga                       |
| Tarcísio Meira           | Romeu                       |
| Tamara Taxman            | Dona Renatinha              |
| Tatiana Monteiro         | Secretária de Dr. Klein     |

## Produção
A maior parte das cenas do seriado foram gravadas em locações no bairro de Copacabana. Responsável por interpretar o protagonista, André Newmann, Michel Melamed também criou a trilha de abertura. A atriz Bruna Linzmeyer foi relevada nesta produção.
Osmar Prado dividiu a interpretação do personagem Freud com um boneco animado pela técnica de stop motion fabricado e animado por Luciano do Amaral, em concepção e cenários de Cesar Coelho, fundador do festival Anima Mundi. Rodrigo Santoro interpreta uma versão de si mesmo, representando a imagem estereotipada criada pelas mídias especializadas em cobrir a rotina de celebridades.
A vinheta de abertura apresenta a obra do artista plástico alemão Olaf Hajek, que fez, inclusive, ilustrações especiais para a minissérie a convite do diretor. Os roteiros, ilustrações e imagens do seriados foram compilados no livro Afinal, o que querem as mulheres?, lançado pela editora LeYa.

## Recepção
Recebeu o Prêmio ABC (Associação Brasileira de Cinematografia) de Melhor Fotografia de 2011. 
Segundo a colunista do jornal OGlobo Patrícia Kogut, "é uma viagem onírica, um poema visual que mistura realidades, cheio de referências a tempos passados, ao que foi vivido, ao que está na memória".
Para a crítica Angela Faria, do jornal "O Estado de Minas", "vale a pena dar um tempo na zona de conforto estético oferecida pela TV convencional. Viaje (mesmo) por belas imagens conduzidas pela mão firme de Luiz Fernando. Tão belas que, volta e meia, a gente deixa o enredo de lado só para se entregar ao deleite de vê-las".